# Шестопёров, Евгений Львович
Евгений Львович Шестопёров (15 ноября 1885, Житомир — 1940, Ашхабад) — русский орнитолог и энтомолог, пионер исследований орнитофауны Туркестана.

## Биография
Родился в Житомире в обедневшей дворянской семье. В детстве коллекционировал насекомых, мечтал о путешествиях. По настоянию отца поступил в Петровский кадетский корпус, а затем в Михайловское артиллерийское училище, окончив которое, определён на военно-административную службу в Туркестан. Служил в Ташкенте, в 1912—1913 годах — в Кульдже. Всё свободное время уделял сбору коллекций насекомых и птиц, изучению зоологической литературы. В 1913 году оставил службу и устроился на должность энтомолога Ташкентской станции защиты растений. Начавшаяся первая мировая война заставила вернуться в армию, служил в Самарканде, Фергане и Джаркенте.
Начиная с конца 1918 года, принял активно участие в организации краеведческого музея в Фергане. Собирает энтомологические, орнитологические и оологические коллекции. В 1921—1922 годах ведёт артиллерийское дело на курсах красных командиров в Полторацке (позднее — Ашхабад). Выйдя в отставку, преподавал естествознание в одной из ашхабадских школ, сотрудничал с местным краеведческим музеем. С 1924 по 1938 год старший научный сотрудник Туркменской научно-исследовательской зоологической станции (ТНИЗС).
В 1920—1930-х годах работал в Восточных Каракумах (Репетек), в Большом и Малом Балханах, Копетдаге, Кугитанге, обследовал долины Атрека, Теджена, Мургаба, средней и нижней Амударьи у озера Эльджик и в Ташаузе соответственно. Исследовал Западный Узбой в окрестностях озера Ясхан. Собранные коллекции составили несколько тысяч птиц и более ста тысяч жуков. Автор первого определителя птиц Туркмении.
В 1938 году арестован по политическим мотивам. Умер, по-видимому, в ашхабадской тюрьме в 1940 году.

## Память
В честь Е. Л. Шестопёрова описан ряд таксонов:
- подвид кеклика Alectoris chukar shestoperovi Sushkin, 1927;
- саранча Hyalorrhipis shestoperovi[швед.] Uvarov & Moritz[нем.], 1929;
- златка Julodella shestoperovi Stepanov, 1959;
- хрущ Chioneosoma shestoperovi[швед.] Semenov & S. I. Medvedev, 1936;
- пилильщик Allantus shestoperovi Ushinskij, 1936;

Кивсяки:
- Cylindroiulus schestoperovi Lohmander, 1932;
- Peltopodoiulus schestoperovi[швед.] Lohmander, 1933;
- Dendroiulus schestoperovi[швед.] Lohmander, 1932;
- Caspiopetalum schestoperovi[швед.] Lohmander, 1931.